# Машлок (комуна)
Машлок (рум. Mașloc) — комуна у повіті Тіміш в Румунії. До складу комуни входять такі села (дані про населення за 2002 рік):
- Аліош (953 особи)
- Машлок (835 осіб)
- Реметя-Міке (519 осіб)

Комуна розташована на відстані 403 км на північний захід від Бухареста, 31 км на північний схід від Тімішоари.

## Населення
За даними перепису населення 2002 року у комуні проживали 3985 осіб.
Національний склад населення комуни:
| Національність | Кількість осіб | Відсоток |
| -------------- | -------------- | -------- |
| румуни         | 3386           | 85,0%    |
| українці       | 307            | 7,7%     |
| угорці         | 155            | 3,9%     |
| цигани         | 98             | 2,5%     |
| німці          | 31             | 0,8%     |
| серби          | 6              | 0,2%     |
| чехи           | 2              | 0,1%     |

Рідною мовою назвали:
| Мова       | Кількість осіб | Відсоток |
| ---------- | -------------- | -------- |
| румунська  | 3554           | 89,2%    |
| українська | 267            | 6,7%     |
| угорська   | 126            | 3,2%     |
| німецька   | 27             | 0,7%     |
| циганська  | 6              | 0,2%     |
| сербська   | 3              | 0,1%     |
| чеська     | 2              | 0,1%     |

Склад населення комуни за віросповіданням:
| Релігія            | Кількість осіб | Відсоток |
| ------------------ | -------------- | -------- |
| православні        | 3610           | 90,6%    |
| римо-католики      | 185            | 4,6%     |
| п'ятдесятники      | 119            | 3,0%     |
| баптисти           | 29             | 0,7%     |
| реформати          | 18             | 0,5%     |
| адвентисти         | 7              | 0,2%     |
| старообрядці       | 1              | < 0,1%   |
| атеїсти            | 1              | < 0,1%   |
| не вказали релігію | 6              | 0,2%     |